# Puževci
Puževci (mađarski: Pálmafa, prekomurski: Pužavci) je naselje u slovenskoj Općini Puconcima. Puževci se nalazi u pokrajini Prekomurju i statističkoj regiji Pomurju. 

## Stanovništvo
Prema popisu stanovništva iz 2002. godine naselje je imalo 194 stanovnika.